# Veepers
Veepers is een softwareapplicatie die het mogelijk maakt om digitale afbeeldingen te laten bewegen via animatie. Hiermee is het mogelijk om een afbeelding van een mens, dier of ander wezen tot leven te wekken. De virtuele synchronisatie met een stem geeft het idee dat een personage echt lijkt te praten. De animatietechniek is echter heel anders dan die bij video.

## Techniek
De animatie gebeurt door middel van speciale software die ontwikkeld is door het bedrijf Pulse 3D uit San Francisco. Om een afbeelding te animeren, is het van belang dat de afbeelding voldoet aan bepaalde specificaties. Zo is het van belang dat de afbeelding een neutrale gezichtsuitdrukking heeft en geen bril draagt. Vervolgens wordt op de afbeelding een aantal punten aangebracht met behulp van de software. Voorbeelden zijn de mondhoeken en het midden van de mond, de hoeken en het midden van de wenkbrauwen en naar voorkeur ook andere van deze zogeheten gezichtspunten. Vervolgens wordt het programma Audio Manager gebruikt om het geluid te synchroniseren met de lippen (lip-synch). De volgende stap is het coördineren van het hoofd met het geluid. Hierbij is het van belang dat in ogenschouw wordt genomen hoe een echt persoon beweegt met zijn hoofd, mond, ogen en wenkbrauwen wanneer hij praat. Op die manier wordt een personage gecreëerd dat meebeweegt, knippert en fronst wanneer hij praat.

## Doel
De Veeperstechniek werd voor verschillende doeleinden ontwikkeld. Dankzij Veepers is het mogelijk om virtuele dienstverleners, virtuele leraren en virtuele fantasiepersonen te scheppen: 
- Virtuele dienstverleners: bijvoorbeeld voor online klantenservice
- Virtuele leraar: bijvoorbeeld voor het verbeteren van e-learning
- Virtuele fantasiepersonages: tot op heden de meest gebruikte toepassing, voor in spelletjes, instant messaging en op websites. Zo'n digitale fantasiepersoon wordt ook wel avatar genoemd.

## Succesfactoren
Succesfactoren van de Veepers-techniek zijn haar gebruiksvriendelijkheid, laagdrempeligheid en lage kosten. Dankzij de gezichtspuntentechniek is het mogelijk om binnen een halve minuut een gezicht in kaart te brengen voor audiosynchronisatie. Daarnaast resulteert de techniek in bestanden die veel kleiner en lichter zijn dan bestanden die worden gemaakt met video. Daarnaast kun je de bestanden bekijken zonder dat je daarvoor een plug-in moet downloaden. Dit verlaagt de drempel enorm.  